# Monardella sheltonii
Monardella sheltonii là một loài thực vật có hoa trong họ Hoa môi. Loài này được Torr. ex Durand mô tả khoa học đầu tiên năm 1855.